# BYD S8
Pour les articles homonymes, voir S8.
La BYD S8 est un coupé cabriolet du constructeur automobile chinois BYD.
Connue sous le nom de BYD F8 lorsqu'elle était en développement, elle fut commercialisée à partir du 17 juillet 2009 en Chine sous le nom S8 recopiant l'avant d'une Mercedes-Benz Classe CLK et l'arrière d'une Renault Mégane II CC. C'est le tout premier cabriolet produit en série, en Chine.
Ses ventes étaient très faibles: 85 exemplaires vendus en 2009 (6 mois); 8 exemplaires vendus en 2010. En cause, de faibles performances, un manque d'image du constructeur et le manque d'intérêt des Chinois pour les cabriolets. Le véhicule n'est plus en production depuis 2011.